# D307 (Rhône)
De D307 is een departementale weg in het Oost-Franse departement Rhône. De weg bestaat uit twee delen. Het eerste deel loopt van La Tour-de-Salvagny naar Lyon. Het tweede deel loopt van Lyon naar Communay. Beide delen worden met elkaar verbonden door de Boulevard Périphérique van Lyon.

## Geschiedenis
Oorspronkelijk was de D307 onderdeel van de N7. In 2006 werd de weg overgedragen aan het departement Rhône, omdat de weg geen belang meer had voor het doorgaande verkeer vanwege de parallelle autosnelwegen A6 en A7. De weg is toen omgenummerd tot D307.